# Saint-Martin-Choquel
Saint-Martin-Choquel är en kommun i departementet Pas-de-Calais i regionen Hauts-de-France i norra Frankrike. Kommunen ligger i kantonen Desvres som tillhör arrondissementet Boulogne-sur-Mer. År 2022 hade Saint-Martin-Choquel 444 invånare.

## Befolkningsutveckling
Antalet invånare i kommunen Saint-Martin-Choquel
| Referens: INSEE |